# Unió de Kalmar
La Unió de Kalmar (danès, noruec i suec: Kalmarunionen; finès: Kalmarin unioni; llatí: Unio Calmariensis) va ser una unió escandinava entre els regnes de Dinamarca, Noruega i Suècia que es va formar l'any 1397 i va durar fins al 6 de juny de 1523. Així, la unió incloïa zones com Finlàndia, Islàndia, Groenlàndia, les illes Fèroe, les illes Òrcades i les illes Shetland, i incloïa l'àrea políticament unida més gran de la història nòrdica. Després que Suècia abandonés la Unió, Dinamarca i Noruega van romandre-hi fins al 1814, amb importants canvis en la seva forma el 1536.
La unió es va fundar en una trobada a Kalmar l'any 1397, on l'aristocràcia dels tres països es va reunir per coronar Eric de Pomerània com a rei dels tres països (amb la reina Margarida com a corregent inicial). De la reunió es conserva l'anomenada Carta d'Unió. Els historiadors tenen opinions diferents sobre la interpretació de la carta. Alguns sostenen que no era un tractat jurídicament vinculant. Independentment d'això, els tres regnes estaven governats pel mateix monarca. Eric va ser succeït per Cristòfor de Baviera. No obstant això, després de la seva sobtada mort al gener de 1448, no hi va haver successor i Dinamarca i Suècia van triar cadascuna un regent. No va ser fins al 1457 que els tres regnes van tornar a ser governats pel mateix rei, Cristià I. Tanmateix, això va durar poc, i successors com Joan i Cristià II van governar Suècia només durant breus períodes. A Suècia, la unió va ser sempre una alternativa política fins a l'elecció de Gustau Vasa com a rei el 1523.
L'historiador Gottfrid Carlsson caracteritza la unió com un "estat federal" tot i que la Unió de Kalmar no tenia poder legislatiu a nivell federal. La Unió era el país més gran d'Europa per superfície. L'historiador Dick Harrison descriu la unió com:
| « | Una unió personal àmplia i permanent (o això s'esperava) destinada a crear un contrapès militar als enemics comuns mitjançant esforços conjunts. | » |

L'historiador Erik Lönnroth considerava que la Unió era una necessitat política i econòmica per frenar l'expansió alemanya cap al nord al segle XIV. Quan les amenaces anteriors de política exterior, la Lliga Hanseàtica, l'Orde Teutònic i els prínceps del nord d'Alemanya, van desaparèixer al segle xvi, la idea de la unió també es va afeblir.

## Rerefons

### Unió de Suècia i Noruega

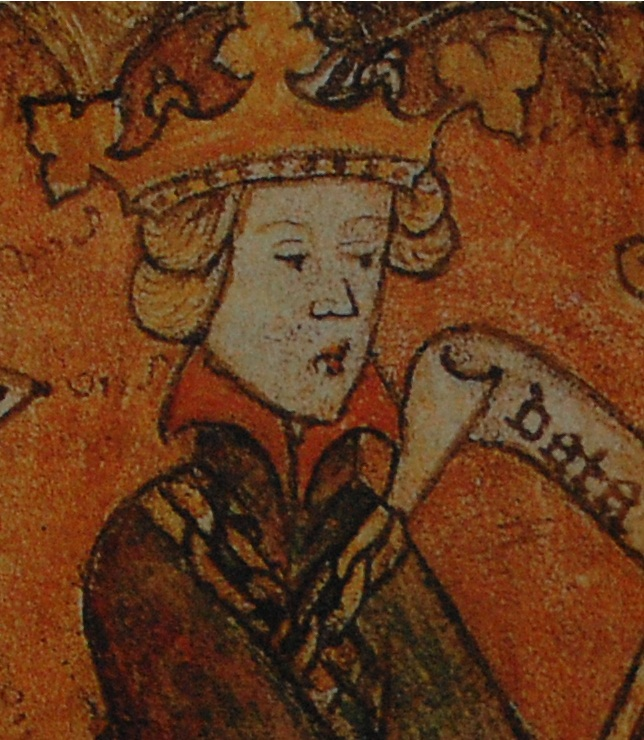
Magnus Eriksson

Suècia i Noruega es van unir sota una sola corona amb els reis Magnus Eriksson i Håkan Magnusson. Cristòfor II de Dinamarca havia promès Escània a Joan de Holstein el 1329, però el 1332 va esclatar una rebel·lió a la zona i el novembre del mateix any Joan va optar per lliurar Escània i Blekinge al rei suec a canvi d'un rescat. Magnus va reconèixer Escània com una terra de la corona autònoma, mentre que la gent d'Escània va reconèixer la Casa de Folkung com a família reial. Magnus llavors es va anomenar "rei de Suècia, Noruega i Escània". Tanmateix, el rei danès Valdemar Atterdag va conquerir Escània, Blekinge i el sud de Halland el 1360. L'estiu de 1361 va conquerir Gotland. La pèrdua d'Escània va fer que l'aristocràcia sueca es tornés contra Magnus Eriksson i el 1361 va ser empresonat pel seu propi fill, Håkan Magnusson. Håkan va ser elegit rei de Suècia a les Pedres de Mora el febrer de 1362.

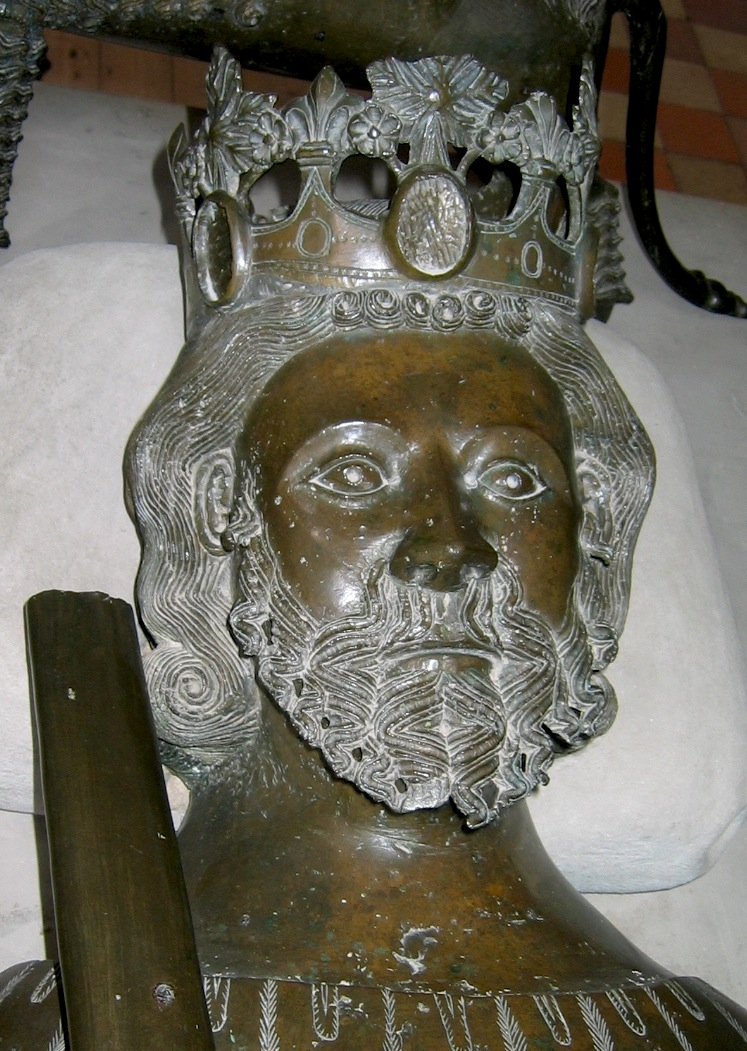
Cristòfor II de Dinamarca

Tanmateix, Håkan i el seu pare es van reconciliar a la primavera de 1362 i van acordar cogovernar a Suècia i Noruega. Per obtenir ajuda per derrotar l'aristocràcia sueca, van recórrer a Valdemar Atterdag de Dinamarca. El 1359, Håkan Magnusson s'havia promès amb la filla de sis anys de Valdemar, Margarida. Sota la pressió de l'aristocràcia sueca, Håkan havia trencat el compromís i, en canvi, es'havia compromès amb una princesa de Holstein, Elisabet. Quan la princesa viatjava a Suècia el desembre de 1362 per conèixer el seu futur marit, el seu vaixell va derivar cap a la costa danesa de Bornholm, i allà va ser empresonada. Magnus Eriksson i el seu fill es van afanyar a anar Copenhaguen i el 9 d'abril de 1363, Håkan es va casar amb Margarida. La princesa de Holstein va ser alliberada després de la presó; va viure en un convent la resta de la seva vida.
L'únic fill de Valdemar Atterdag, Cristòfor, havia estat greument ferit durant els combats a Escània el juliol de 1362 i va morir a l'estiu següent. Valdemar va tenir dues filles, Ingeborg i Margarida i, en aquesta situació, ambdues podien ser elegides com a successores al tron. Ingeborg estava casada amb Enric de Mecklemburg, fill d'Albert el Gran de Mecklemburg i Eufèmia Eriksdotter (germana del rei suec Magnus Eriksson). L'oposició dels Grans de Suècia contra Hakan Magnusson es va aliar amb Albert per posar al tron suec el segon fill d'aquest i d'Eufèmia Eriksdotter, Albert de Mecklenburg. Durant la segona meitat de 1363, Valdemar Atterdag es va embarcar en un llarg viatge per Europa i, per tant, els seus aliats Magnus i Håkan no podien esperar cap ajuda de Dinamarca. El novembre de 1363, un gran exèrcit alemany va navegar cap a Suècia per atacar per sorpresa la Casa de Folkung, un fet que va tenir èxit. Per tant, al febrer de 1364, Albert va poder ser aclamat com a rei de Suècia sobre les pedres de Mora. Els dos reis de Folkung, Magnus i Håkan, van conservar el control de Noruega i Suècia occidental, des d'on van llançar un atac militar contra Svealand oriental, però van ser derrotats el 1365 a la batalla de Gataskogen, a la frontera entre Västmanland i Uppland. Valdemar Atterdag va passar a l'ofensiva el 1366 i va tenir un gran èxit al principi. Tanmateix, finalment va ser atacat per les tropes de Mecklenburg, Holstein i hanseàtiques i obligat a fer la pau. El 1371, Valdemar es va veure obligat a acceptar que el seu net, Albert IV de Mecklemburg, fos l'hereu del tron danès. Magnus Eriksson va ser empresonat durant sis anys fins a 1371, però va ser alliberat després que els Folkung prometessin que els territoris de Suècia Occidental que tenia en feu serien lliurats a Albert a la mort de Magnus Eriksson.

### Unió de Dinamarca i Noruega

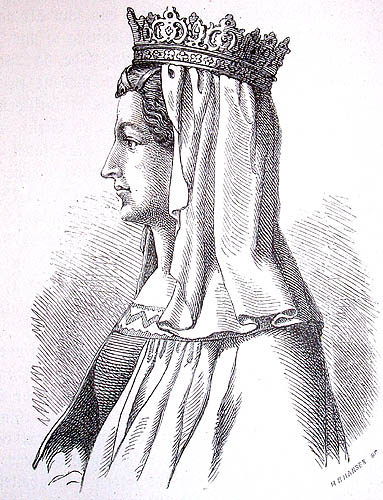
Margarida I de Dinamarca

No obstant això, quan Magnus Eriksson va morir el 1374, aquests territoris no van ser lliurats i quan Valdemar Atterdag va morir l'octubre de 1375, Albert IV no va ser nomenat rei danès. En canvi, Håkan Magnusson va presentar un candidat rival, el seu propi fill Olaf. Håkan comptava amb el suport dels grans homes més influents de Dinamarca i en una assemblea celebrada a Slagelse el maig de 1376, Olaf va ser nomenat regent danès. Alhora, es va decidir que el govern seria exercit pels seus pares, Håkan i la seva dona Margarida. És significatiu que tant Håkan com Margarida haguessin estat a Dinamarca per treballar per la candidatura del seu fill, però també que només es pogués considerar que Margarida representava la dinastia reial danesa; aleshores havia mort la seva germana Ingeborg. Per tal d'enfortir la seva pretensió al tron, va començar a anomenar-se "Reina de Dinamarca, Suècia i Noruega" en el període previ a l'elecció del seu fill com a rei.
Amb el nomenament d'Olaf, la unió de Dinamarca i Noruega havia creat un gran imperi que incloïa no només ambdós països, sinó també altres territoris que governaven, com Escània i Gotland. Quan Håkan va morir el 1380, Olaf també es va convertir en rei de Noruega, però Margarida va actuar com a tutora. El rei suec Albert Mecklenburg no es va quedar de braços plegats i va intentar conquerir Escània el 1380-1384 però va haver de conformar-se amb el sud de Halland. L'intent d'Albert d'unir Escània i Suècia sota una sola corona també va tenir un gran suport entre la noblesa escaniana. La influència dels reis a Escània també es va afeblir pel fet que Escània occidental estava compromesa amb la Lliga Hanseàtica alemanya des de 1370. El 1385, però, Olaf Håkansson va arribar a Lund, on va ser aclamat pels escanis després de confirmar-ne llurs privilegis tradicionals. Unes setmanes més tard, la Lliga Hanseàtica va lliurar els seus castells d'Escània occidental al rei danès. A principis de l'estiu de 1385, Olaf Håkansson va començar a utilitzar el títol de "veritable hereu del regne de Suècia" i va tenir llavors l'oportunitat de començar a preparar-se per a la guerra en lloc de per a la defensa.

### Guerra contra Albert
La posició d'Albert de Mecklenburg com a rei suec s'havia debilitat amb el pas del temps. Per ajudar-lo, havia cridat els alemanys perquè actuessin com a governadors de comtat i agutzils en comptes de l'aristocràcia sueca. Un dels nobles que va donar suport a Albert i es va oposar a la Casa de Folkung fou Bo Jonsson (Grip), entre altres coses amb l'esperança que Albert pogués reconquerir Escània de mans de Valdemar Atterdag. Bo Jonsson no només era el drots del regne, sinó també el seu terratinent més gran. L'abril de 1384 anava de camí cap a Escània per participar en la campanya, però a Vadstena va fer un testament en què declarava com a última voluntat que tots els seus feus a Finlàndia i Suècia autèntica fossin administrats després de la seva mort per vuit nobles seleccionats, per evitar així que el rei Albert es fes amb el control dels comtats. L'esposa de Bo Jonsson a Mecklemburg i els seus fills van ser exclosos de qualsevol control sobre els comtats. No es coneix com va ser la relació entre Bo Jonsson i Albert els darrers anys; probablement la incapacitat d'Albert per conquerir Escània no el va beneficiar. Quan Bo Jonsson va morir l'agost de 1386, es va conèixer el testament i Albert es va declarar tutor de la vídua i els fills en un intent d'anul·lar el testament Albert també va aconseguir el control d'algunes fortaleses. A la crisi política interna que va sorgir a Suècia, els nobles suecs van buscar el suport de Margarida. Alguns d'ells es van reunir amb Olaf i Margarida a Escània l'estiu de 1387.

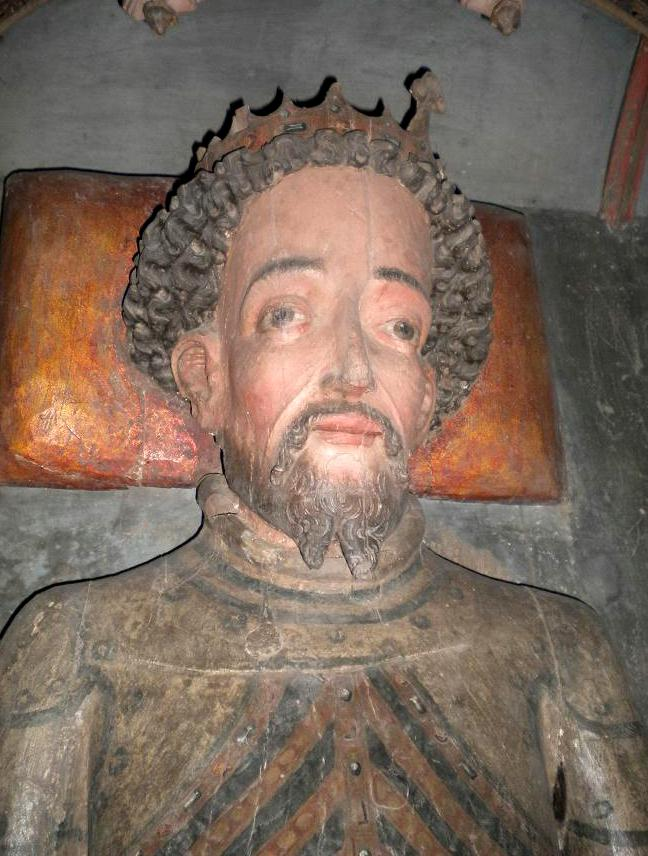
Albert de Mecklenburg

Margarida es trobava a Ystad quan Olaf va emmalaltir sobtadament de febre i va morir al castell de Falsterbo el 3 d'agost de 1387. No obstant això, Margarida ràpidament es va assegurar que fos aclamada com a regent de Dinamarca, primer en una missa de dol a Lund el 10 d'agost, després al consell del comtat a Ringsted, al consell del comtat de Fyn a Odense i probablement també al consell del comtat de Jutlàndia a Viborg. Margarida també va viatjar a Noruega on el febrer de 1388 va ser aclamada com a regent de Noruega en una reunió de cavallers a Oslo. Després de la visita a Noruega, es va reunir amb els marmessors de Bo Jonsson a Dalaborg. A través del tractat de Dalaborg, Margarida va ser reconeguda com a "esposa del consell i propietària legítima" de Suècia per part de l'aristocràcia allà aplegada. Li van prometre posar els castells suecs a la seva disposició i donar-li suport militar per prendre el poder del rei Albert.
El rei Albert no es va quedar de braços plegats mentre l'oposició a ell s'enfortia. A finals de l'estiu de 1388, va viatjar a Mecklenburg per reunir una força important de mercenaris. Albert i els seus mercenaris van tornar al voltant de l'any nou de 1388/1389, després de desembarcar a Kalmar. A la tardor de 1388, les forces de l'oposició havien posat setge a la Casa Axevalla, als afores de Skara, Västergötland, i les tropes d'Albert van marxar per Jönköping per rescatar Axevalla. Les tropes d'Albert probablement anaven en la seva totalitat a cavall, estaven ben equipades i tenien almenys un nucli de cavalleria preparada per al combat. Les tropes de Margarida i Albert es van encontrar prop de la parròquia d'Åsle, una milla a l'est de Falköping. La batalla d'Åsle va ser tant una victòria militar com política per a Margarida quan tant Albert com el seu fill Eric van poder ser capturats.
Les forces danosueques van poder prendre ràpidament el control dels castells que estaven en mans dels mecklenburguesos, inclòs el de Kalmar. Margarida també va actuar ràpidament pel que fa a la successió al tron; a mitjan estiu de 1389 es va aplegar una gran assemblea de senyors a Helsingborg, on Margarida va presentar l'hereu al tron, Eric de Pomerània, fill de la neboda de Margarida, Maria. Allà va ser reconegut pels representants noruecs com a rei hereditari de Noruega, tot i que amb Margarida com a tutora mentre fos menor d'edat. Pel que fa a la posició d'Eric a Dinamarca i Suècia, va trigar diversos anys; Erik va ser triat rei de Dinamarca en un consell celebrat a Viborg el dia d'Any Nou de 1396, i per a Suècia va ser aclamat a les pedres de Mora com a rei de Suècia el 23 de juliol de 1396.

## El recés de Nyköping[15]
Margarida i Eric es van reunir amb el riksrådet suec a Nyköping el setembre del mateix any. La decisió més important va ser sobre una reducció de tots els béns de la corona transferits a l'aristocràcia i als senyors feudals durant l'època d'Albert de Mecklenburg com a rei, tret que la corona atorgués excepcions. Els que haguessin gaudit d'alguna exempció durant aquell període perdrien aquest estatus. La reunió també va decidir que tots els forts i castells construïts durant aquest temps serien enderrocats llevat que la Corona decidís el contrari. Margarida va rebre el morgengabe de la diòcesi d'Östergötland i Skara, el castell de Rumlaborg i el comtat amb Jönköping, el castell i la ciutat de Västerås amb Norbohärad i Dalarna. El recés es va emetre el 23 de setembre de 1396 i és interpretat per l'historiador Erik Lönnroth com una derrota aclaparadora per als magnats suecs, ja que van perdre tot el que havien guanyat des de la rebel·lió contra Magnus Eriksson. A la reunió també es va decidir celebrar una nova trobada entre els principals magnats dels tres regnes, en què conclourien un acord de pau perpètua entre els països.

## Trobada de Kalmar

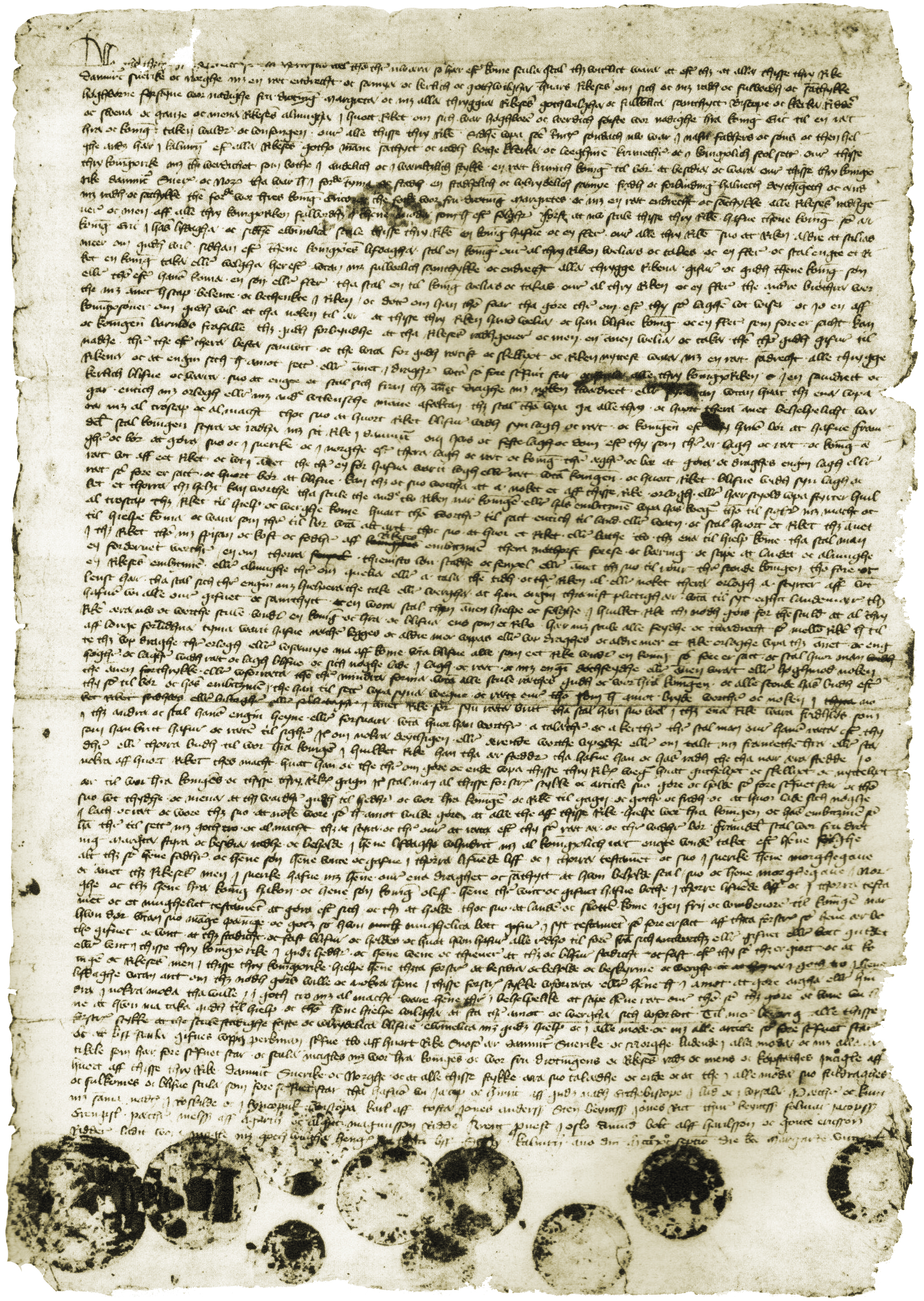
Carta d'unió de 1397: Ara, primer, aquests tres regnes tindran aquest rei, que és el rei Eric, durant la seva vida; i després d'això, aquests tres regnes tindran un sol rei, i no més, sobre els tres regnes per tota l'eternitat, perquè els regnes, si Déu vol, mai no se separin de nou.

La primera prova clara que Margarida volia crear una unió dels tres regnes sobre els quals Eric seria rei és el recés de Nyköping de 1396. Amb la unió personal a l'abast, les assemblees van acordar una trobada d'unió, en què els representants dels tres regnes havien d'acordar una unió, cosa que es va declarar com un requisit previ per a la pau entre els regnes. Aquesta trobada de la Unió nòrdica va tenir lloc a Kalmar a l'estiu de 1397. La reunió havia de durar almenys quatre setmanes i va començar amb una cerimònia de coronació, en què Eric va ser coronat rei pels arquebisbes de Lund i Uppsala. L'absència de bisbes noruecs a Kalmar suggereix que Eric havia estat coronat rei de Noruega ja el 1392. La mateixa reunió va donar lloc a una Carta d'unió que regulava les relacions futures entre els tres regnes, i a una Carta de coronació en què es declarava que la coronació d'Eric com a rei de Dinamarca, Noruega i Suècia s'havia completat a Kalmar. Hi ha hagut una àmplia discussió científica sobre com s'ha d'interpretar la Carta d'unió.

### Carta de coronació

Carta de coronació d'Eric de Pomerània (Rigsarkivet. Foto: Tom Jersø)

La carta de coronació anuncia que la coronació d'Eric es va completar a Kalmar. Els signants fan una declaració de lleialtat al rei Eric i aproven la gestió de Margarida. La carta de coronació no imposa al rei cap obligació especial, només hi ha un passatge formulat en termes generals: I ens haurà de fer el que ens ha de fer. Lönnroth també assenyala que Eric és reconegut pels sotasignants com a rei, i no s'esmenta cap elecció de rei ni cap transferència de poder dels súbdits a rei. La carta de coronació també afirma que Eric és rei per la gràcia de Déu.

### Carta d'unió
La carta d'unió estableix cinc principis importants per a la Unió:
- Un sol rei governarà els tres regnes. En principi, la Unió ha de ser una monarquia electiva, però en primera instància han de ser elegits els fills dels reis.
- El rei governarà cada regne d'acord amb les lleis pròpies de cada regne.
- Si un dels regnes es veu amenaçat per la guerra, els altres han d'acudir al rescat.
- Qui sigui condemnat com a proscrit, serà proscrit a tots els regnes.
- En les negociacions amb altres països, el rei, juntament amb els consellers de cada regne, té el dret de prendre decisions en benefici de tots.

El debat acadèmic sobre la carta d'unió ha girat al voltant de si la Carta es va emetre realment. La carta d'unió està escrita en paper i no pas en pergamí, com era costum. La carta també diu que s'imprimirà en sis exemplars, però no hi ha indicis que això hagi passat. Això suggereix que la Carta d'Unió només és una proposta de cas. S'esmenten disset persones com a segelladores del document, però només s'hi adjunten deu segells. Els segells estan impresos i no, com indica el text, penjant. A més, el segellat està fet de forma descurada, l'autor ha editat el text sense cura i s'ha deixat algunes faltes d'ortografia. L'historiador Lauritz Weibull subratlla la gran precisió que sol caracteritzar els actes d'Estat medievals: 
| « | Un acte d'Estat de l'extraordinària importància d'aquesta lletra no pot, pel seu caràcter exterior defectuós, valorar-se més que com a document merament preliminar. | » |

Weibull interpreta la carta d'unió com un tractat entre, d'una banda, la monarquia i, d'altra banda, els consells dels tres regnes. Els 17 que van segellar la carta no s'esmenten com a consellers i no van segellar la carta d'unió com a representants dels consells del regne, sinó que es van utilitzar els seus títols d'arquebisbe, cavaller, profeta... Un tractat vàlid segons el dret constitucional també hauria requerit que l'altra part, el poder real, segellés la carta.
L'historiador Erik Lönnroth també sosté que a la reunió de Kalmar mai no es va arribar a signar un tractat jurídicament vinculant en forma de carta d'unió entre els tres països. La responsabilitat del fet que la carta d'unió no s'hagi emès és de Margarida. Mentre que la carta de coronació inclou una teoria de l'Estat on el poder recau en el poder del príncep, regime regale, la carta d'unió està impregnada d'una teoria de l'estat en què el poder real està vinculat a les lleis, regime politicum. Aquesta última va ser la teoria de l'Estat que l'aristocràcia del riksrådet va arribar a incloure més tard. Com que la carta d'unió mai no va arribar a ser vàlida, el poder real mai no va estar vinculat per les restriccions esmentades a la carta. Va ser el conflicte entre aquests dos principis el que va caracteritzar la història de la Unió.
L'historiador Gottfrid Carlsson interpreta la carta d'unió com la certificació per part dels disset emissors del que realment es va decidir a la reunió. Carlsson considera que aquests disset, quatre cavallers danesos i cinc suecs, el canceller noruec i tres cavallers noruecs, els arquebisbes de Lund i Uppsala i els bisbes de Linköping i Roskilde, eren els més distingits pel seu rang a la reunió de Kalmar. La veritable carta d'unió de Kalmar, emesa segons totes les regles de l'art en pergamí, es va perdre a tot tardar al segle XVI. Carlsson planteja la hipòtesi que la carta conservada estava destinada a ser lliurada al canceller noruec, que volia presentar una còpia certificada de la decisió de la Unió. Això explicaria llavors perquè els segells dels emissors noruecs no figuren a la carta d'unió: haurien pogut confirmar oralment davant del riksrådet noruec que la carta era una còpia autèntica.

## La Unió sota els diferents governants

### La Unió sotaMargarida
L'opinió de la posteritat sobre la reina Margarida i la seva política de la Unió ha variat. Els primers historiadors suecs, com Olaus Petri i Ericus Olai, la van criticar per no complir les seves promeses, i al Diarium Vadstenense va ser criticada per les seves reduccions de béns i la càrrega fiscal. Durant el segle xix, l'escandinavisme va destacar el paper de Margarida a la unió dels països nòrdics. No obstant això, l'historiador danès Kristian Erslev creia que, per a ella, la unió era un mitjà per al seu objectiu principal, un poder reial fort a costa de la influència de l'aristocràcia.
Margarida va fer reduccions a les terres de salvaciótant a Dinamarca com a Suècia quan la transferència de terres fiscals a terres de salvació va amenaçar seriosament els ingressos fiscals de la corona. Després de la mort de Bo Jonsson (Grip), drot de Suècia, el 1386, de Henning Podebusk, drot de Dinamarca, el 1388, i d'Ogmund Finsson, drot de Noruega, el 1388, Margarida no va nomenar nous drots. Fins i tot el càrrec de "mariscal" (riksmarskalk) va quedar vacant durant la seva època. Margarida també ha estat criticada per col·locar agutzils estrangers als "feus de castells" (slottslän) suecs, en contra de les lleis nacionals de Magnus Eriksson. Segons Erslev, sempre va nomenar agutzils (fogde) danesos als comtats suecs i noruecs, mentre que Carlsson afirma que l'únic exemple clar d'això és el castell Tre Kronor d'Estocolm, que era la seva possessió personal, però d'altra banda els feus de castell de Suècia estaven gairebé sempre en mans de persones que eren nadiues en el sentit de la llei. La valoració final dels seus nomenaments depèn de si els propietaris dels feus de castells poden considerar-se nadius o no.
També en el nomenament de càrrecs eclesiàstics, Margarida va continuar la política del seu pare de col·locar persones triades a dit com a bisbes, perquè la Corona pogués demanar diners a l'Església. La feblesa del papat en aquell moment també ho va facilitar. Ja al Concili d'Arboga de 1396, l'Església es va manifestar en contra de Margarida per la càrrega fiscal, i va comparar les condicions amb l'esclavitud dels jueus a Egipte. El Concili d'Arboga de 1412 va protestar contra la reducció de la propietat de l'església i va amenaçar amb un interdicte si les condicions no canviaven.

### La Unió sotaEric de Pomerània

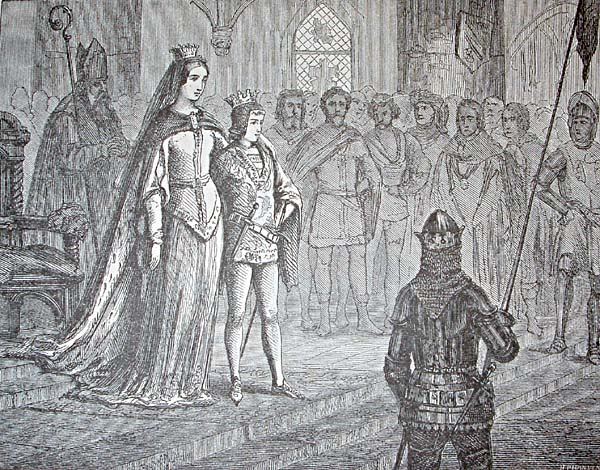
Eric és coronat rei de la Unió a Kalmar el 1397 (gravat de H.P. Hansen).

Després de la mort de Margarida el 1412, la monarquia absoluta es va relaxar una mica a Dinamarca i el riksrådet danès va adquirir més influència. En el cas de Suècia, Eric es va decidir pel räfsteting,fet que va suposar la supressió, en certa manera, de l'anterior reducció de béns. El nomenament dels bisbes es va produir sense conflictes oberts. El Danehof danès va ser convocat el 1413. A partir de 1398, Margarida sembla haver romàs més a Suècia que a Dinamarca. Eric, de la seva banda, va passar els primers anys després de 1412 regularment a Suècia, però després les seves visites a Suècia es van fer menys freqüents. Eric no sembla haver visitat Noruega després del 1412. En general, Eric va continuar la política d'unió de Margarida. Va donar diners a l'Abadia de Vadstena, però va col·locar els seus propis homes com a bisbes. La influència del riksrådet noruec va disminuir, i els seus membres no tenien influència excepte en qüestions judicials. A Noruega, els danesos van ser col·locats com a bisbes i els castells noruecs de Bohus, Akershus, Tunsberghus i Bergenhus van ser governats per agutzils danesos. L'ambició d'Eric sembla haver estat integrar els tres països de la unió amb assemblees de la unió amb els consells dels tres països celebrades a Copenhaguen, un estendard de la unió, un escut de la unió i un herald comú per a tots tres regnes.
A Suècia, Eric va col·locar danesos i alemanys com a agutzils als castells. El 1434, els alemanys Hans Kröpelin i Hans av Eberstein eren agutzils al castell d'Estocolm i al castell de Gripsholm, respectivament. Els danesos Anders Nielsen, Jens Grim i Jösse Eriksson ho eren a Axevalla, al castell de Kalmar i al castell de Västerås. Els castells d'Älvsborg, Nyköping i Ringstaholm també tenien agutzils alemanys o danesos. Només uns quants castells de Finlàndia tenien membres de la noblesa sueca com a agutzils.

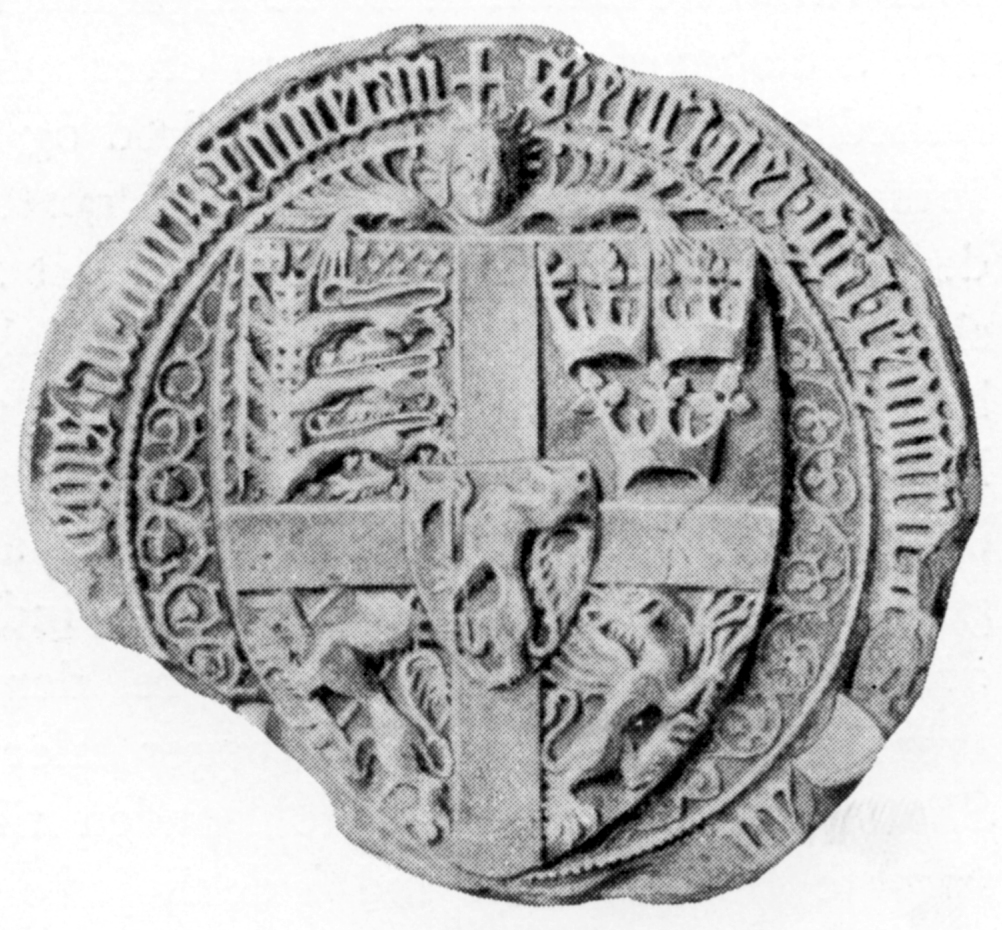
Segell de la unió d'Eric

Com a motiu de l'aixecament contra Eric que va esclatar a Suècia l'estiu de 1434, la rebel·lió d'Engelbrekt, s'han assenyalat algunes causes directes. El 12 de setembre de 1434, el riksrådet suec va emetre una comunicació adreçada als cavallers de l'Orde Teutònic, a les ciutats de la Lliga Hanseàtica i al riksrådet de Noruega. El riksrådet apuntava diverses deficiències, com ara que Eric havia nomenat persones inadequades com a bisbes, havia lliurat els castells a estrangers i no havia respectat la monarquia hereditària per l'intent de nomenar el seu cosí germà, Bogislav IX de Pomerània, com a hereu del tron. Els plebeus s'han vist obligats a pagar impostos opressius, les ciutats aranzels injustos i l'aristocràcia s'ha vist obligada a participar en guerres a l'estranger.
El novembre de 1434, les parts van acordar negociacions. Aquestes van tenir lloc a Halmstad l'abril-maig de 1435. Per part del riksdag suec hi van participar l'arquebisbe Olof, els bisbes Knut i Sigge i els cavallers Nils Erengislesson i Knut Jonsson i Magnus Gren. Com a representants d'Eric, hi van participar el bisbe de Roskilde Jens Pedersen Jernskæg, Axel Pedersson, Erik Nielsson, Sten Basse, Morten Jensson i l'ardiaca Hans Laxmand. A la reunió, es va acordar que el riksrådet havia de nomenar agutzils als castells que el rei encara controlava i que els impostos els decidiren conjuntament el rei i el riksråd. El rei també va prometre nomenar drots i un rigsmarsk ("mariscal" a Suècia, que Engelbrekt Engelbrektsson obtindria el castell i el comtat d'Örebro per a tota la vida i Erik Puke tindria el hundare de Rasbo per a tota la vida. Al juny, el riksrådet es va reunir a Uppsala, on va ratificar l'acord de Halmstad, però a la carta de ratificació, el riksrådet va desenvolupar com interpretar l'acord: el rei governaria el regne d'acord amb el riksrådet i la llei.
A la tardor de 1435, Eric va arribar a Estocolm i el 14 d'octubre es va arribar a un acord en què es reconeixia Eric com a rei si garantia les seves promeses d'elecció reial i de seguir el sistema legal de govern de Suècia. Eric també va prometre nomenar drots i mariscals. Pel que fa al nomenament dels agutzils, el rei nomenaria danesos o noruecs com a agutzils als castells d'Estocolm, Nyköping i Kalmar. Per als altres castells, el rei escoltaria l'opinió del riksrådet, però en cas de desacord, el rei prendria la decisió final sobre quin suec es convertiria en agutzil. El rei va nomenar el lleial Krister Nilsson com a drots i Karl Knutsson com a mariscal.
No obstant això, la rebel·lió a Suècia aviat esclatà de nou i les parts es reuniren a Kalmar el juliol de 1436. De les negociacions de Kalmar en surt una proposta de nova acta d'unió que sembla venir del bàndol suec. Carlsson especula que l'autor va ser el bisbe de Strängnäs Tomas Simonsson mentre que Lönnroth (1969) conjectura que es tracta d'algú de l'església sueca amb connexions amb el concili ecumènic que se celebrava aleshores a Basilea. La proposta s'inspira clarament en la Carta d'unió de 1397. La proposta manca dels paràgrafs sobre els drets de la reina Margarida, però els afegits tracten de garantir la independència interna dels tres estats, assegurar-ne la influència en la política exterior i evitar la centralització del poder. Cada regne tindria una administració central amb drots i mariscals; el drot actuaria com a rei substitut en absència del rei i s'encarregaria de l'administració de justícia, mentre que el mariscal seria el comandant en cap de les forces militars. Cada regne també tindria un rigshofmester ("Administrador del regne")i un hovkansler ("Canceller de la cort"). El rei residiria quatre mesos a l'any a cada regne i sempre aniria acompanyat per dos consellers de cada regne. En la guerra, els tres regnes actuarien conjuntament, però les guerres ofensives requerien el consentiment dels riksråden dels tres regnes. Quan es triés un nou rei de la Unió, es convocaria una assemblea de la Unió Nòrdica a Halmstad amb quaranta membres de cada regne. Aquests membres representarien tota la població, no només l'església i l'aristocràcia sinó també les ciutats comercials i els pagesos. L'assemblea de la Unió triaria principalment un dels fills del rei difunt com a nou rei. En absència d'aquest, l'Assemblea de la Unió podria buscar un nou rei en un altre lloc.
La proposta d'una nova llei de la Unió no va ser aprovada. L'1 de setembre es va acordar que Eric tornaria a ser reconegut com a rei de Suècia, però que governaria Suècia segons la llei nacional i el riksrådet. Les qüestions de la reducció d'impostos per als plebeus i el càstig als agutzils es van deixar de banda. El riksrådet suec i Eric havien acordat reunir-se a Söderköping al setembre per poder decidir sobre l'administració dels comtats i altres assumptes. No obstant això, Eric no hi va assistir, i els consellers es van repartir els slottsläns ("feus del castell") per iniciativa pròpia i els agutzils del rei van ser destituïts. El mateix Eric no va sancionar la decisió ni va acudir a noves reunions amb el riksrådet. A Dinamarca, hi va haver un conflicte entre Eric i el parlament danès quan, a la Pasqua de 1438, va concedir quatre castells danesos als seus parents de Pomerània, i també va intentar que el riksrådet reconegués Bogislav com a riksföreståndare ("regent"), cosa que el riksrådet va rebutjar. Va obligar els camperols de Selàndia a jurar lleialtat a Bogislav i després es va retirar a Gotland amb els seus tresors.
Els riksråden danès i suec es van reunir el juliol de 1438 a Kalmar on van confirmar la unió amb pau eterna entre els tres regnes, l'ajuda mútua en la guerra i la independència de cada regne. Pel que fa a les eleccions reials, es va acordar que cap dels regnes elegiria un nou rei pel seu compte sense negociar prèviament amb els altres regnes. L'acord es va confirmar en una nova reunió a Jönköping el novembre de 1439, on es va acordar reunir-se a Kalmar a mitjan estiu de 1440 per acordar una nova constitució i triar el rei de la unió.
L'intent d'Eric de forjar una aliança entre ell, Prússia i el regent de Borgonya Felip el Bo per conquerir Helsingborg i Elsinore va ser percebut com una amenaça a Dinamarca i, per tant, Eric fou deposat i el seu nebot, Cristòfor de Baviera, de 24 anys, va ser elegit rei de Dinamarca el 9 d'abril de 1440. El riksrådet suec va aconseguir que Cristòfor donés algunes garanties que no es repetirien les condicions anteriors. En la seva promesa (konungaförsäkran, literalment "declaració reial") Cristòfor va prometre governar Suècia d'acord amb la voluntat del riksrådet i aquest va aconseguir que s'aprovés el programa constitucionalista, el regime politicum, pel qual havia lluitat. El 14 d'agost de 1441 va ser coronat rei de Suècia a la catedral d'Uppsala. Va ser coronat rei de Noruega a Oslo el 1442 i després va ser coronat a Dinamarca en una cerimònia a la catedral de Ribe. De la coronació danesa hi ha un certificat que demostra que Cristòfor va ser coronat aleshores archirex, arquirei.

### La Unió sotaCristòfor
Cristòfor es va casar a Copenhaguen el 1445 amb Dorotea de Brandenburg i després va ser coronat rei de la Unió en presència dels bisbes dels tres regnes.
Cristòfor va dividir el seu temps a parts iguals entre Dinamarca i Suècia, però no hi ha constància que visités Noruega després de la coronació a Oslo. En la seva konungaförsäkran, havia promès de dividir el seu temps a parts iguals entre els tres regnes, però això no es va complir pel que fa a Noruega. El riksrådetnoruec gaudí d'una independència que, d'altra banda, no té comparació en la història tardomedieval de Noruega. El riksrådet noruec estava format per noruecs nadius o homes que estaven casats amb famílies noruegues. Per raons pràctiques, es va dividir en dos, un amb seu a Oslo, l'altre amb seu a Bergen. A Suècia, el riksrådet suec tenia un control ferm sobre la recaptació d'impostos, mentre que a Noruega els diners dels impostos es transferien a la Cancelleria Reial de Copenhaguen.
Cristòfor
Carlsson sosté que hi ha proves creïbles que durant el regnat de Cristòfor com a monarca de la Unió es va emetre efectivament una nova carta d'unió que s'aproximava a la proposta d'Acta d'Unió de 1436 i que aquesta carta d'unió es va emetre a Estocolm. Tant si això va passar com si no, el regnat de Cristòfor es va caracteritzar per un regime politicum on el govern es feia d'acord amb la llei de cada regne i en cooperació amb els consells dels regnes. Ni a Noruega ni a Suècia hi havia altra cosa que governadors de comtat nadius. A Suècia, va afavorir els membres de l'alta noblesa que estaven a favor de la Unió, i en la seva absència va nomenar un col·legi governamental amb l'arquebisbe Nils Ragvaldsson, Bengt Jönsson (Oxenstierna), Erengisle Nilsson el Jove i Magnus Gren. Cristòfor també va respectar la llibertat eclesiàstica i l'oposició eclesiàstica al poder de l'Estat que abans havia estat absent durant aquest període.

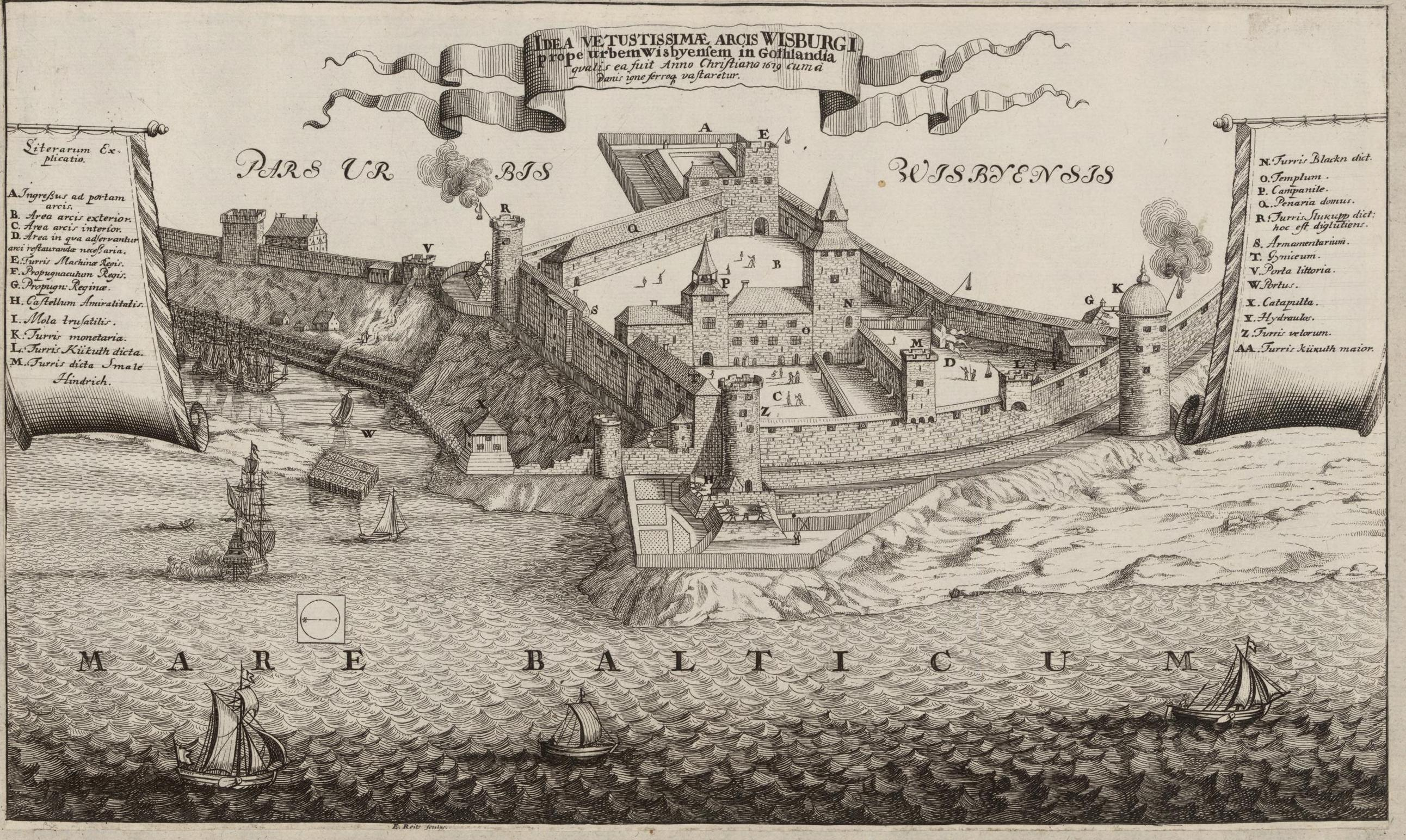
Fortalesa de Visborg a Visby.

Abans de la seva arribada al tron, Cristòfor podria haver promès reconquerir Gotland, on el deposat rei Eric, amb la fortalesa de Visborg com a base, comandava una flota pirata que assolava el mar Bàltic. Els aliats d'Eric, Felip el Bo i les ciutats navilieres holandeses, el van abandonar després que Cristòfor conclogués un tractat comercial amb ells l'estiu de 1441. El 1443, Eric va rebre el suport de les ciutats hanseàtiques dels wends, ja que Cristòfor no volia confirmar els seus privilegis comercials a Suècia i Noruega. Aquestes van participar com a mediadores i en les negociacions entre Eric i Cristòfor. Després que Cristòfor finalment confirmés els seus privilegis el 1445, es van distanciar d'Eric i aquest va buscar, en canvi, el suport de l'Orde Teutònic. A l'agost de 1446 Kristofer va navegar a Gotland amb 2.000 soldats i consellers dels tres regnes i es va reunir amb Eric per negociar a Västergarn. Eric exigia Gotland i la diòcesi de Linköping o Gotland i 200.000 marcs a canvi de reconèixer que Gotland pertanyia a Suècia. Això va ser rebutjat i les negociacions van fracassar, tot i que es va acordar una treva de 18 mesos. Al gener de 1447, la Unió va establir una aliança amb el Mestre de l'Orde Teutònic per a la guerra contra els russos, amb la promesa que Suècia atacaria Nöteborg. No obstant això, l'Orde van anar a la guerra només contra la República de Nóvgorod i la seva influència en la disputa sobre Gotland es va reduir significativament. Cristòfor havia aconseguit, doncs, aïllar Eric amb la política exterior de la Unió. Una nova oportunitat per aconseguir una solució va sorgir el 1447 quan va morir el cosí d'Eric, Bogislav IX, la qual cosa va fer d'Eric duc de Pomerània-Stolp i, segons Larsson, va haver-hi així una oportunitat per aconseguir que Eric abandonés Gotland. Cristòfor, però, va emmalaltir sobtadament el Nadal de 1447 i va morir a principis de gener de 1448.

### La Unió se separa

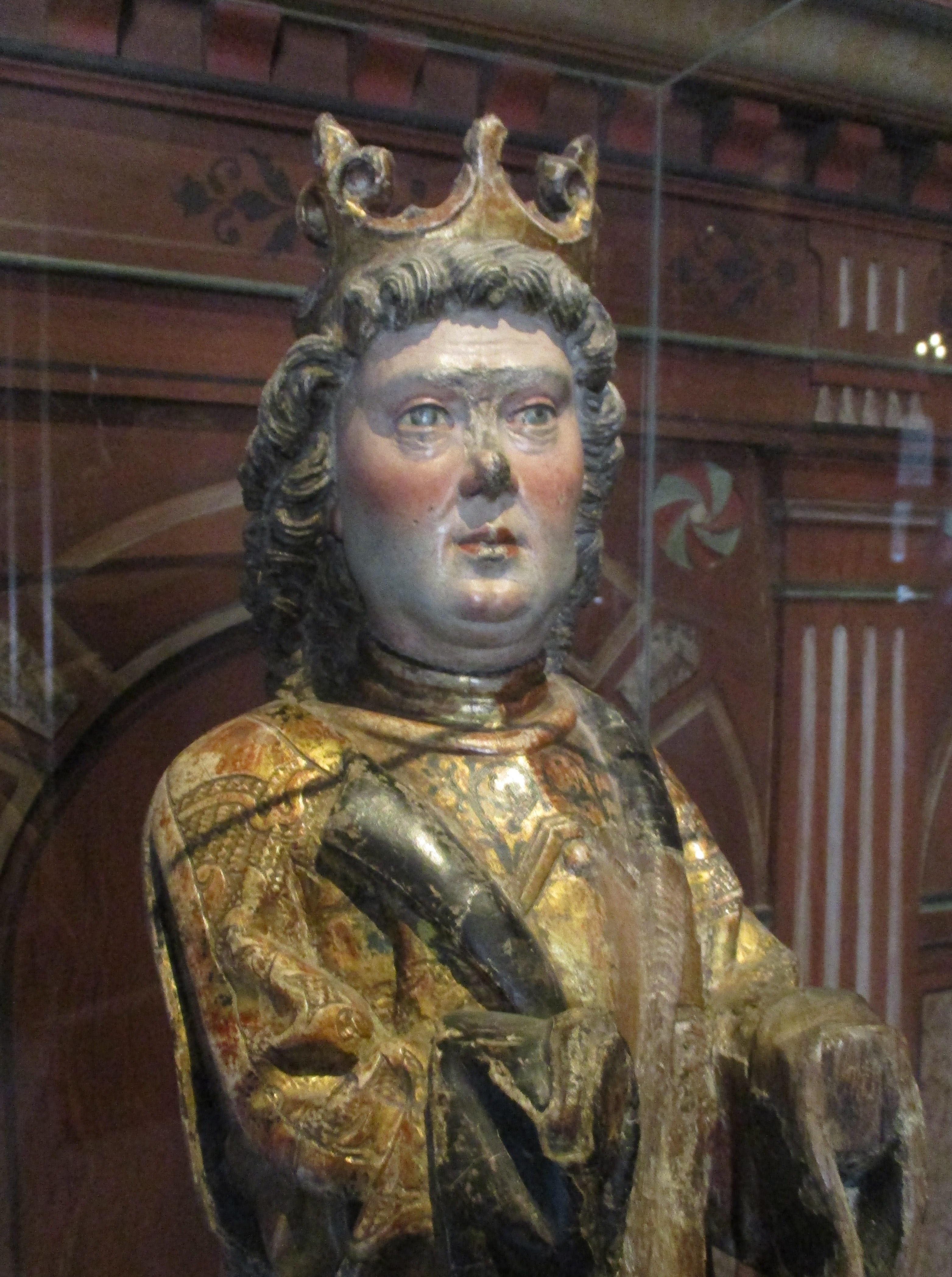
Carles Knutsson.

A Suècia, es va convocar una reunió dels estats a Estocolm i, en circumstàncies poc clares, Carles Knutsson va ser elegit rei de Suècia el 20 de juny de 1448. Larsson interpreta aquest ràpid gir dels esdeveniments en el sentit que Carles volia ser elegit rei de Suècia i poder presentar-se com a candidat danès al tron.
Al si del rigsrådet danès, hi havia diferents opinions sobre si el rei de la Unió havia de procedir de la noblesa nòrdica o de fora. Una facció del rigsrådet es va decantar per Adolf VIII de Holstein, ja que l'elecció d'Adolf com a rei danès uniria el Ducat de Schleswig amb el Regne de Dinamarca. Al seu lloc, Adolf va proposar el seu propi nebot, Cristià, comte d'Oldenburg. L'elecció de Cristià també resoldria el problema del gran morgongåva a la reina vídua Dorotea quan morís el seu marit. Si Cristià es casava amb ella, això no seria necessari. El 28 de juny, Cristià va confirmar l'anomenada Constitutio Valdemariana, la carta de Valdemar III de 1326, que garantia que el Ducat de Schleswig i el Regne de Dinamarca mai no s'unirien sota un sol governant. El 28 de setembre, Cristià va ser elegit rei de Dinamarca al Consell del Comtat de Viborg; un mes després, va ser coronat a Copenhaguen al mateix temps que es casava amb la reina vídua de 18 anys.
A això li va seguir una batalla per ser nomenat rei de Noruega. Hartvig Krummedige, agutzil d'Akershus, i el bisbe danès Jens Jakobsson eren els líders del riksrådet noruec, i el març de 1449 van obtenir la majoria al consell per convidar Cristià a les negociacions sobre les eleccions reials noruegues. Cristià va arribar a Marstrand a mitjan estiu de 1449 i va ser elegit rei de Noruega. Aleshores va nomenar l'arquebisbe Aslak Bolt i el noble Sigurd Jonsson com a riksföreståndare ("regent") del rei i va prometre tornar a l'estiu següent per ser coronat. Un petit grup de consellers volia que Carles fos rei al seu lloc, i durant l'estiu de 1449 va ser aclamat com a rei en diversos consells del comtat de Noruega oriental. A l'octubre de 1449 Carles va arribar a Noruega amb 500 genets i va ser aclamat com a rei en diversos llocs A la catedral de Nidaros, Carles va ser coronat rei de Noruega per l'arquebisbe noruec el 20 de novembre. Pels volts del Cap d'Any, Carles va intentar conquerir la zona d'Oslo i la fortalesa d'Akershus amb un nombre important de soldats, però la conquesta militar es va demostrar ràpidament impossible, i es va concloure una treva.

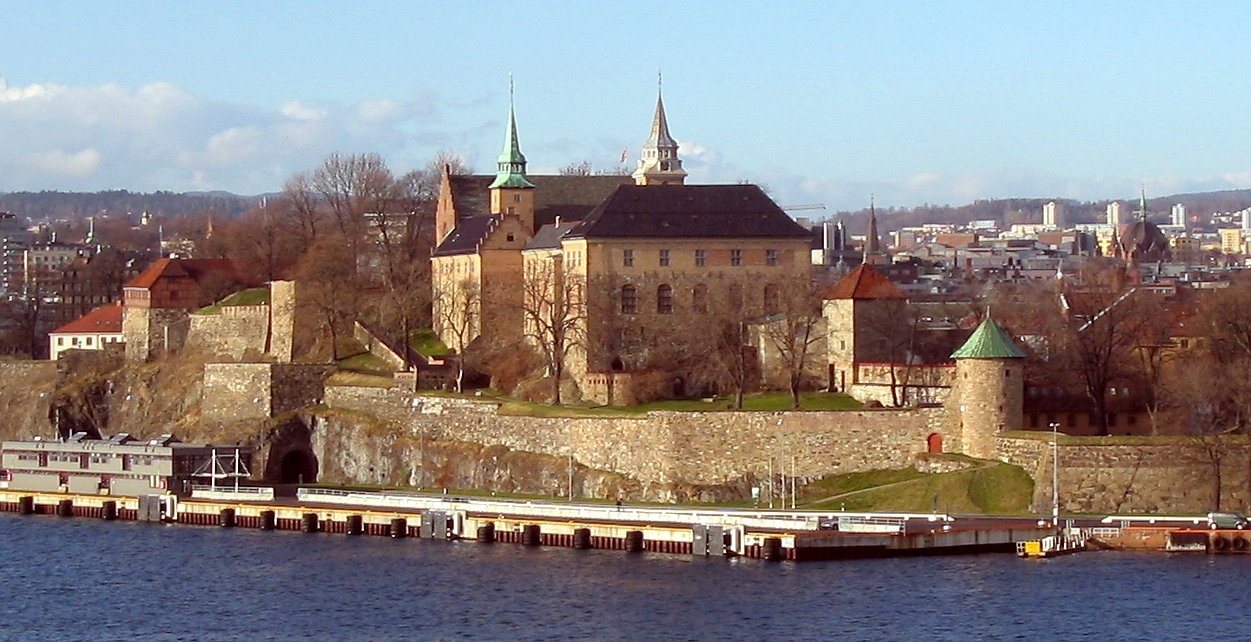
Fortalesa d'Akershus.

Unes setmanes després que Carles es convertís en rei de Suècia, també va intentar conquerir Gotland a Eric. El camp va ser ràpidament conquerit i a principis de desembre de 1448 les tropes sueques van poder capturar Visby, però no la fortalesa de Visborg. Eric va prometre lliurar Visborg el 20 d'abril de 1449 si rebia el castell de Borgholm i Öland com a feus vitalicis. Alhora, però, Eric va tenir contacte amb Cristià, que li va oferir tres castells danesos i 10.000 florins a l'any si li lliurava Visborg. La flota danesa va arribar a Visby amb reforços i a l'abril de 1449 Eric va lliurar Visborg al mariscal danès Oluf Axelsen. Això va provocar un nou intent dels suecs de conquerir Visborg. La flota danesa va iniciar un bloqueig de l'illa, que finalment va portar els suecs a abandonar-la. La qüestió de quin país tindria el control de l'illa es va sotmetre a negociacions a Halmstad el maig de 1450.
Les negociacions a Halmstad van significar que Dinamarca i Suècia acordaven que la pau eterna prevaldria entre els països a partir del 29 de juliol de 1450. Els representants del consell suec i danès també van acordar un nou tractat de la Unió que es basava essencialment en l'acord de Kalmar de 1438: pau eterna entre els tres regnes, l'ajuda mútua en la guerra i la independència de cada regne. A la reunió també es va acordar com resoldre la situació en què hi havia dos reis als tres països de la Unió. Quan Carles o Cristòfor morissin, dotze consellers de cada regne es reuniran a Halmstad per decidir si el supervivent podia ser elegit rei de la Unió. Si no s'arribava a un acord, es nomenaria el rei del país sense rei, i quan el rei supervivent també morís, es reunirien novament a Halmstad. Si hi havia fills reials adequats, calia triar-ne un. Un estranger no podia ser elegit rei de la Unió; havia d'haver nascut a Dinamarca o a Suècia. Lönnroth anomena això "un dels actes estatals més importants als països nòrdics al segle XV", mentre que Harrison afirma que "aquesta decisió va ser, a la pràctica, completament irreal". D'altra banda, la reunió va decidir que Carles cediria Noruega a Cristià; la qüestió de Gotland es posposava per a més endavant.
Carles va ratificar la decisió de la reunió de Halmstad sobre Noruega el juny de 1450, però amb la condició que desitjava conservar el seu títol reial noruec. El fet que Carles renunciés tan fàcilment a Noruega s'explica perquè Cristià comptava amb el suport de la majoria del consell noruec, tenia el control de tots els castells noruecs d'importància i podia fer valer les seves pretensions mitjançant el poder militar. El 29 de juliol de 1450, Cristià va ser coronat a la catedral de Nidaros en presència de tot el riksrådet noruec. El 29 d'agost es va signar un acord d'unió entre Dinamarca i Noruega en el qual els dos països acordaven romandre units sota un sol rei. També es va acordar que, a la mort del rei, es reunirien a Halmstad per triar principalment un fill del difunt com a nou rei o, en segon lloc, algú altre que consideressin adequat.

### Unió renovada sotaCristià I

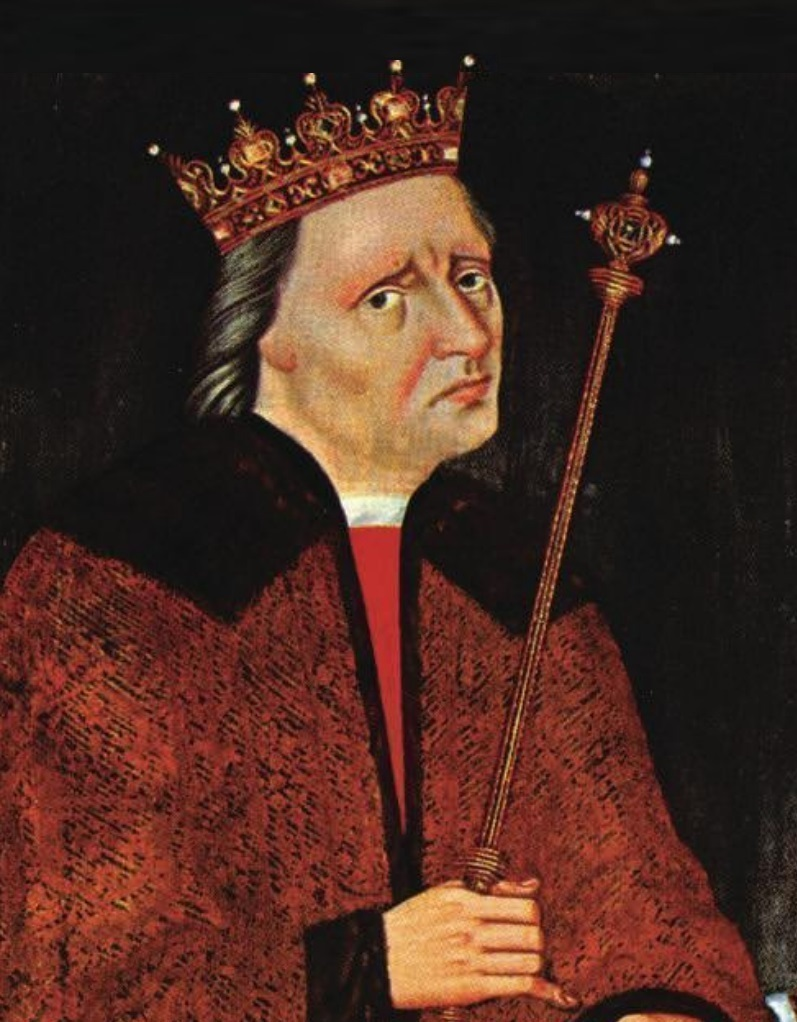
Cristià I.

L'acord de la reunió de Halmstad sobre una pau perpètua entre Dinamarca i Suècia esdevingué ràpidament paper mullat, i els anys següents van estar marcats per freqüents enfrontaments militars entre ambdós països. A Suècia, l'oposició a Carles va créixer i el febrer de 1457 va optar per exiliar-se a Danzig. Unes setmanes més tard, el Consell Imperial va triar com a líders l'arquebisbe Jöns Bengtsson (Oxenstierna) i Erik Axelsson Tott. A finals de març de 1457, Cristià es va declarar pretendent al tron reial suec, i reconeixia així tots els privilegis i lleis existents, que la noblesa sueca recuperés els béns que posseïa a Dinamarca i Noruega, i que reconegués la sobirania de Suècia sobre Gotland, Öland i Älvsborg. Cristià va arribar a Estocolm al juny i el 2 de juliol va ser elegit rei de Suècia. En la seva proclamació reial, Cristià va confirmar que els acords de la unió anteriors continuarien aplicant-se.
El gener de 1458, els consells (riksråden) dels tres regnes es van reunir a Skara, on els consells noruec i suec van triar el fill de Cristià, Joan, com a successor al tron a Noruega i Suècia. El consell danès havia fet abans la mateixa promesa.
Al març, Cristià va ser triat comte de Holstein i duc de Schleswig, amb la qual cosa aconseguia el que Eric de Pomerània mai va aconseguir: prendre el control de les dues províncies. Però el preu per això era de 123.000 guldens renans, un valor equivalent a 6 tones d'argent. Per pagar-ho, es van exigir nous impostos, cosa que va provocar rebel·lions a Suècia en 1463-1464 i que Carles fos reelegit rei de Suèciaer un període durant 1464–1465 i 1467–1470. Les negociacions per tornar a reconèixer Cristià com a rei suec no van portar enlloc, i aquest va tractar de donar suport a la seva pretensió al tron suec amb accions militars a Suècia. A la segona meitat de la dècada del 1460, es va desfermar una guerra civil entre una facció formada per la família Oxenstierna i la noblesa fronterera que donava suport a Cristià, d'una banda, i Carles i els seus parents i els influents fills d'Axel Pedersen Thott (els "Axelssönerna"), de l'altra.
Després de la mort de Carles Knutsson el 1470, Sten Sture el Vell, fill de la germanastra de Carles Knutsson Birgitta Stensdotter, va ser elegit riksföreståndare (regent) del rei. Al juny, Cristià va reclamar el seu dret al tron suec. Els suecs i els danesos es van reunir a Kungsäter per a entaular negociacions, el resultat de les quals és discutit. Segons una proposta sueca per a un acord de pau que s'ha conservat, es reunirien de nou al castell de Stegeborg per resoldre el conflicte entre Cristià i els Axelssönerna i després Cristià seria reconegut com a rei de la Unió en els termes que els consells dels tres regnes poguessin acordar. Al juny, Cristià va arribar a Estocolm amb la flota danesa. Les parts van acordar una treva als combats. Mentre Sten Sture reclutava un exèrcit de camperols a Närke i Östergötland, Kristian es deixava aclamar pel consell del comtat d'Uppland com a rei de Suècia. El 10 d'octubre de 1471, ambdós bàndols es van enfrontar militarment a la batalla de Brunkeberg, que Cristià va perdre.
L'historiador Gottfrid Carlsson ha argumentat que després de 1471 no hi havia cap partit a Suècia que donés suport al principi d'una unió nòrdica per si mateixa; el suport posterior a la unió es basaria en raons oportunistes per protegir-se d'un governant àvid de poder.
L'única oportunitat de Cristià de recuperar el tron suec era a través de negociacions. Les dues parts es van reunir per a noves negociacions a Kalmar el 1476, on va participar el propi Sten Sture mentre Cristià es va quedar a Ronneby. A Kalmar, entre altres coses, es va acordar una clàusula d'insurrecció amb el dret de la noblesa a iniciar la rebel·lió contra el rei en determinades condicions, i que si el rei moria, els representants dels tres regnes es reunirien a Halmstad o Nya Lödöse per triar un nou rei. La qüestió de reconèixer Cristià com a rei va passar al riksdag de Strängnäs l'estiu de 1476, on van dir que no al reconeixement de Cristià.

### La Unió sotaJoan I

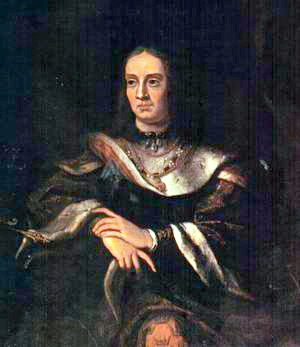
Joan I.

Cristià va morir el 21 de maig de 1481. El seu fill Joan ja havia estat elegit successor al tron tant a Noruega com a Suècia, però quan el riksrådet noruec es va reunir a l'agost de 1481, va quedar clar que havia descontent amb el govern de Cristià. Noruega volia la devolució de les illes Shetland i les Òrcades, que havien estat cedides a Escòcia el 1469, la prohibició de la navegació mercant d'estrangers a Islàndia i el descontentament per la concessió dels castells i comtats noruecs a estrangers. A l'agost de 1482, es va celebrar una nova reunió de la unió a Kalmar, però els noruecs no hi van assistir. A la reunió es va acordar un nou tractat d'unió, basat en la reunió anterior de Kalmar del 1476 i que vinculava el rei de la unió amb dures garanties contra la influència de l'aristocràcia. Amb aquest nou acord d´unió, el riksrådet suec també va poder acceptar reconèixer de nou la unió entre els tres regnes. A Kalmar, també es va decidir reunir-se de nou a Halmstad el gener de 1483 per triar el rei de la Unió.
Els representants dels tres regnes es van reunir a Halmstad el gener de 1483 per triar Joan com a rei de la Unió d'acord amb el Tractat de la Unió de 1482. Quan els representants suecs van arribar, no tenien autoritat per triar un rei, però tanmateix Joan fou elegit rei de Dinamarca i Noruega. Es va acordar tornar a reunir-se a Kalmar l'any següent. En el recés de Kalmar de 1483 es van acordar les condicions en què Suècia es reincorporaria a la Unió. L'acord inclou 50 paràgrafs en què el rei ha de respectar les lleis i els costums de cada regne, respectar els privilegis de la noblesa i l'església, treballar per la devolució de les illes cedides a Noruega, etc. L'única condició perquè la unió entrés en vigor era que Joan vingués a Kalmar l'estiu següent per ser elegit rei de Suècia. Aquesta reunió també va tenir lloc, però sense que Joan fos present. Es desconeix la raó que va tenir Joan per no assistir-hi, però segons Larsson el més probable és que considerés massa dures les condicions de la konungaförsäkran.
De moment, Hans es va acontentar amb ser rei de Dinamarca i Noruega. Tot i que s'havia vist a prestar un jurament reial (konungaförsäkran) que atorgava gran poder al riksrådet, com a rei es va assegurar de reclutar homes de la baixa noblesa i la burgesia per a la seva cancelleria i la seva räntekammare o com a agutzils i bisbes. El regent suec Sten Sture el Vell tenia força més poder que el que el recés de Kalmar li hauria donat al rei de la Unió i la noblesa sueca n'havia d'haver estat conscient. Sten Sture va acabar en conflicte amb l'Església per, entre altres coses, els nomenaments per a càrrecs eclesiàstics i el dret a llegar terres de la corona a l'Església, i va ser probablement l'oposició a Suècia el que va portar Sten Sture a entaular negociacions a Nya Lödöse el 1494 perquè Suècia es reincorporés a la Unió. Allí es va acordar reunir-se a Kalmar a mitjan estiu de 1495 per confirmar el recés de Kalmar. L'agost del 1494, el riksrådet suec va aprovar el resultat de les negociacions. El riksrådet de Linköping de març de 1495 també ho va aprovar, però no va voler que Joan fos elegit rei de la Unió. Joan va acudir a la reunió de Kalmar amb una delegació danesa, però després d'esperar sis setmanes els suecs, van tornar a casa.

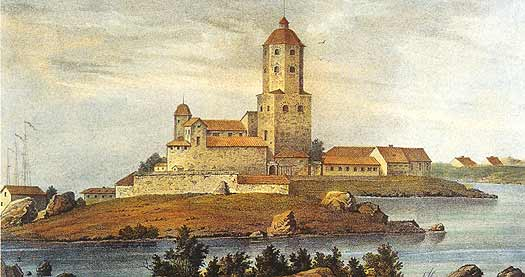
Castell de Víborg.

Els russos havien atacat la fortalesa fronterera sueca de Víborg el 1495, però les tropes sueques havien pogut contraatacar, fins i tot contra Íngria. No obstant això, Sten Sture volia la pau amb Rússia per fer front a l'amenaça militar de Dinamarca, ja que Joan havia amenaçat d'atacar si els suecs no li garantien l'elecció com a rei. El març de 1497, el riksrådet suec es va reunir a Estocolm. L'oposició volia destituir a Sten Sture com a riksföreståndare però aquest s'hi va negar al·legant que no va ser elegit pel riksrådet sinó per la reunió d'Arboga el 1471 i que només una reunió d'aquest tipus el podria destituir. La guerra civil va esclatar al juny, però l'aixecament dels camperols reunits per Sten Sture va ser derrotat per les tropes mercenàries saxones de Joan a la batalla de Rotebro. Després de negociacions, les parts van acordar el 6 d'octubre de 1497 que Sten Sture plegaria com a riksföreståndare i que Joan seria elegit rei d'acord amb el recés de Kalmar. Joan va ser elegit el 25 de novembre i va ser coronat l'endemà a la Catedral de Sant Nicolau d'Estocolm. En les discussions que Joan va mantenir posteriorment amb el riksrådet suec, se li va concedir el dret de nomenar agutzils danesos i noruecs als seus propis feus. El riksrådet també va acordar que el seu fill Cristià fos reconegut com a hereu suec al tron.
Sten Sture va ser compensat amb el lliurament de tota la diòcesi de Turku i el comtat de Nyköping com a feu vitalici, i també va ser triat pel rei per ser el seu Rikshovmästare. Juntament amb l'arquebisbe Jakob Ulfsson, el bisbe de Linköping Henrik Tidemansson i el mariscal Svante Nilsson (Sture), un quartet amb grans contradiccions internes, va formar part del grup que governaria el regne quan el rei fos a l'estranger. Aviat es va estendre el descontentament amb el règim de Joan, especialment amb el comportament dels algutzils danesos, i els antics enemics de Sten Sture, l'arquebisbe i Svante Nilsson no van trigar a unir-se en oposició al rei. Quan el riksrådet suec es va reunir el juny de 1501, va exigir que només es permetés als suecs ocupar els castells d'acord amb el recés de Kalmar, malgrat que els principals membres del Consell havien acordat excepcions. El rei es va negar a acceptar-ho.
A principis d'agost es van reunir set dels consellers, entre ells Sten Sture, Svante Nilsson, Hemming Gadh i el cavaller noruec Knut Alvsson a Vadstena, on, en referència a la clàusula d'insurrecció del recés de Kalmar, vvan jurar fidelitat al rei i van proclamar la rebel·lió. Sten Sture va ser elegit riksföreståndare (regent). El castell d'Estocolm va ser assetjat i la reina Cristina es va veure obligada a rendir el castell el maig de 1502. El març de 1502, Knut Alvsson controlava Tunsberghus i Akershus i assetjava la fortalesa de Bohus, que estava controlada per Henrik Krummedige. Durant la primavera, el rei Joan havia reclutat mercenaris alemanys i escocesos i aquests van capturar la fortalesa de Bohus i després la d'Älvsborg. Sota el lideratge de Henrik Krummedige, Tunsbergshus va poder ser recuperada i Akershus assetjada. Knut Alvsson va arribar a Oslo per iniciar negociacions amb Henrik Krummedige. Les negociacions van tenir lloc al vaixell de Krummedige el 18 d'agost, però malgrat tenir una escorta, Knut Alvsson va ser assassinat. Amb la seva mort, la rebel·lió a Noruega havia acabat.
La imatge que la posteritat té de Knut Alvsson ha variat. A la Crònica de Skibby de Poul Helgesen, del segle xvi, és un home mediocre explotat pels rebels suecs, mentre que l'escriptor noruec Henrik Ibsen el veia com un màrtir nacional. La lluita de Knut Alvsson s'ha interpretat com una lluita per una unió nobiliària sueconoruega, un intent de treure Noruega de la unió amb Dinamarca, o simplement una lluita per recuperar les seves propietats confiscades.
La reina Cristina havia estat capturada quan es va conquerir Estocolm el 1502. Els comerciants de Lübeck estaven ansiosos perquè s'acabés la lluita i, mitjançant la seva mediació, les parts van acordar alliberar la reina. Va ser lliurada a la frontera danosueca el desembre de 1503, però de tornada a Jönköping, el riksföreståndare, Sten Sture, va emmalaltir i va morir. Svante Nilsson va ser escollit nou riksföreståndare. Dinamarca i Suècia es van reunir en negociacions de pau el maig de 1504 a Copenhaguen i allí es va acordar que els consellers dels tres regnes es reunirien a Kalmar el juny de 1505 per resoldre les disputes mitjançant negociacions o judici. El febrer de 1505, el riksrådet suec va anunciar als danesos que s'havien d'ajornar les negociacions. El rigsrådet danès no es va donar per al·ludit i, al juny Joan va venir a Kalmar amb els consells danès i noruec, Jaume IV d'Escòcia, Joaquim I de Brandenburg, representants de l'emperador alemany i algunes ciutats del nord d'Alemanya. Com que els suecs no van acudir, els consells danès i noruec van nomenar un tribunal. Els seus acusats Sten Sture, Svante Nilsson i els seus seguidors, eren acusats de crims de lesa majestat. El tribunal va considerar que els acusats eren culpables i els va condemnar a perdre l'honor, la llibertat, els privilegis i els béns. El tribunal va demanar a l'emperador alemany que mantingués el veredicte i que prohibís a tots els cristians comerciar, negociar o donar suport d'alguna manera als culpables. En relació amb el veredicte, diversos ciutadans de Kalmar van ser executats, un esdeveniment que ha passat a la història com la massacre de Kalmar.
El riksrådet suec va protestar contra la sentència i es va declarar disposat a negociar. Les parts es van reunir a Malmö l'estiu de 1506, on els suecs van haver de triar una de les tres alternatives: reconèixer de nou Joan com a rei, reconèixer el seu fill Cristià com a rei o pagar un tribut anual. La reunió va acabar sense cap resultat. El veredicte de Kalmar va ser dictat a l'octubre al Tribunal d'Apel·lació del Sacre Imperi Romanogermànic, on deu suecs van ser condemnats com a insurgents i tots els habitants de Suècia a estar "en l'acte del regne" suec: i rikets akt, és a dir, excomunicats. La sentència va significar una prohibició a les ciutats alemanyes de comerciar amb Suècia. L'agost de 1507, una delegació comercial de Lübeck va venir a Estocolm per anunciar que el comerç havia quedat suspès mentre oferia la seva mediació. Durant els anys 1508 i 1509 es va imposar una treva i negociacions entre les parts. La Pau de Copenhaguen del 17 d'agost de 1509 va reconèixer en principi el dret de Joan al tron suec, i els suecs van prometre pagar un tribut de 13.000 marcs a l'any.
No obstant, hi va haver desacord al riksrådet suec sobre el tractat de pau. Al maig-juny de 1510, el riksrådet es va reunir a Estocolm i va decidir negar-se a pagar el tribut. La guerra va esclatar de nou entre Dinamarca i Suècia. A Suècia, el cansament de la guerra va fer que el Consell demanés a Svante Nilsson el 1511 que plegués. No obstant això, s'hi va negar. La sobtada mort de Svante Nilsson el 2 de gener de 1512 va permetre negociar la pau, ia l'abril de 1512 les parts van tornar a fer les paus. Les condicions eren que Suècia reconegués la Pau de Copenhaguen i que se celebrés una nova reunió d'unió l'estiu de 1513 a Copenhaguen.+

## Final de la Unió

### Suècia abandona la Unió

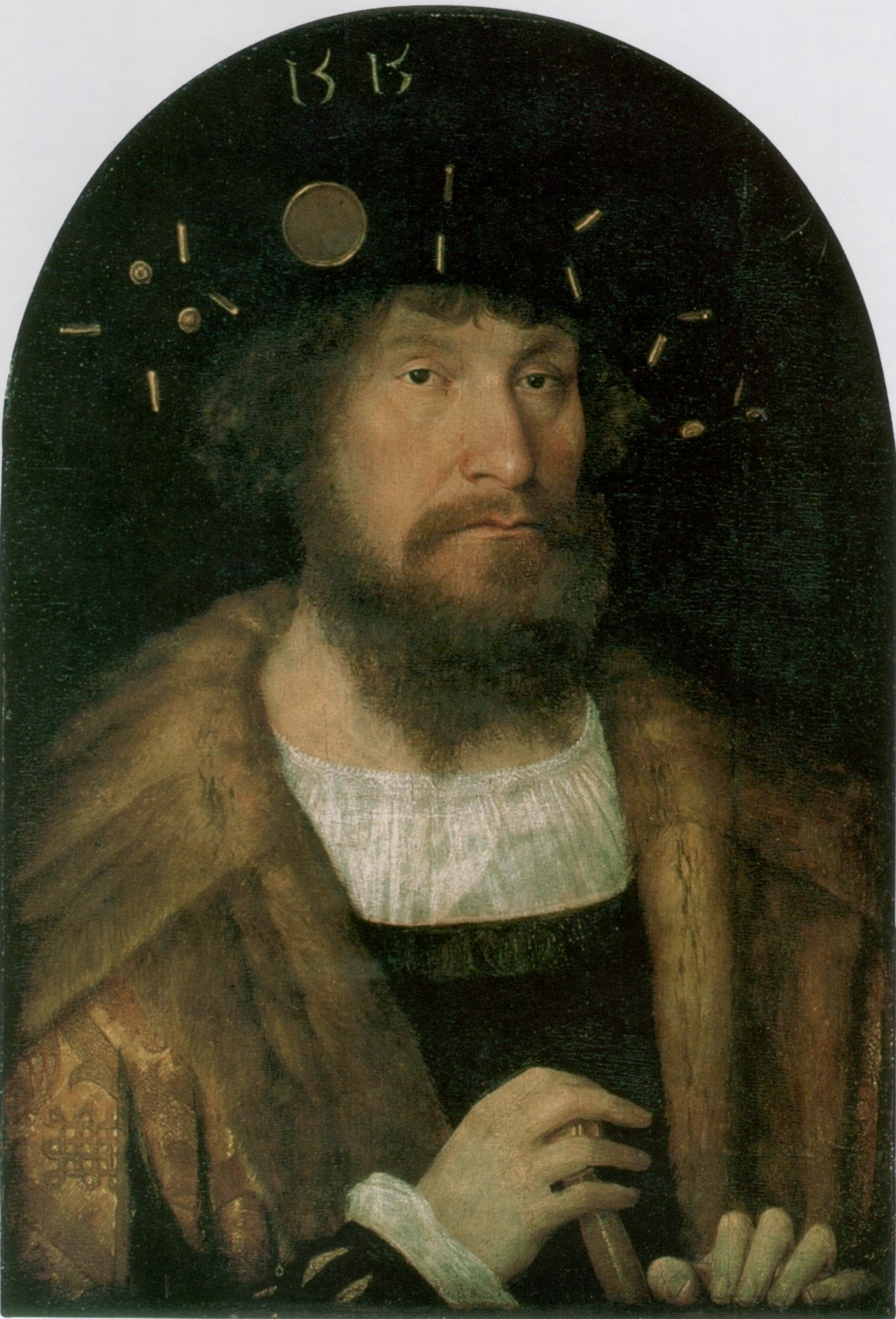
Cristià II.

El rei Joan va morir el febrer de 1513 i la reunió de la unió es va ajornar dos anys fins al juny de 1515. Aquesta reunió també es va posposar durant dos anys fins a una reunió a Halmstad el febrer de 1517. Els representants suecs es van negar a triar entre reconèixer Cristià II com a rei o pagar un tribut anual. A causa de l'enderroc del castell d'Almarestäkets, l'arquebisbe de Lund, Birger Gunnersen, havia excomunicat el riksföreståndare suec Sten Sture el Jove. Per tant, Cristià podia anar a la guerra al·legant que era un deure cristià. El riksföreståndare va resultar greument ferit el gener de 1520 durant la batalla de Bogesund i va morir poc després. Un grup del riksrådet suec va iniciar negociacions amb Cristià i el 6 de març de 1520 va ser reconegut com a rei de Suècia. Els partidaris del difunt riksföreståndare no va donar suport a aquest acord, i Cristià va haver de prometre una amnistia abans que lliuressin el castell d'Estocolm al setembre de 1520.
Cristià fou coronat a Estocolm el novembre de 1520 i després de tres dies de festejos de coronació, es va produir el bany de sang d'Estocolm, on els seguidors i partidaris de Sture, inclosos els bisbes Mattias Gregersson i Vincens Henningsson (Vicentius), van ser executats com a heretges. Cristià va justificar la massacre en una proclama al poble suec com una mesura necessària per evitar un interdicte papal, però, en demanar perdó al Papa per la decapitació dels bisbes, va culpar les seves tropes d'haver fet actes de venjança no autoritzats.

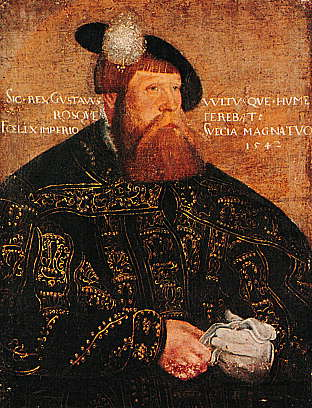
Gustau Vasa.

L'antic agutzil d'Estocolm, Klas Kyle, que s'havia lliurat del càstig a Estocolm, va aconseguir escapar, encara no és clar com, i així va començar la guerra d'alliberament a la regió de Kalmar ja al desembre de 1520, juntament amb el seu germà Johan Kyle. Al gener de 1521 van esclatar noves rebel·lions a Småland, dirigides contra els funcionaris del rei. Cristià havia nomenat Søren Norby com a agutzil de Kalmar, però aquest no va poder sufocar la rebel·lió, i al març de 1521 els rebels controlaven tota Småland excepte Kalmar. El 1521, la rebel·lió es va estendre a altres parts de Suècia, i llavors va començar la coneguda com a Guerra Sueca d'Alliberament o també Guerra d'Alliberament de Gustav Vasa.
Gustav Vasa, nascut Gustav Eriksson, no es trobava a Estocolm durant el bany de sang, per la qual cosa va sobreviure, mentre que el seu pare, Erik Johansson, i diversos dels seus rivals van ser executats. Això va preparar el terreny perquè esdevingués un líder destacat, i a l'agost de 1521 va ser triat a Vadstena com a riksföreståndare de Suècia.
A Dinamarca, Cristià es va veure amenaçat per una rebel·lió nobiliària en què la noblesa es va aplegar al voltant del seu oncle Frederic de Holstein. Al març de 1523 va ser elegit nou rei danès, mentre Cristià fugia a l'estranger. L'elecció reial va proposar una nova assemblea per renovar la unió. Això no va passar, però a Suècia Gustau Vasa va ser elegit rei el 6 de juny de 1523. Frederic i Gustau es van reunir a Malmö a l'agost de 1524, on Suècia va declarar les seves pretensions envers Bohuslän, Blekinge i Gotland, mentre que Frederic va declarar la seva reclamació del tron suec.
L'historiador Erik Lönnroth situa la dissolució de la unió en un context més ampli, i creu que la idea de la unió es va veure minada pels canvis en el món escandinau. La idea d'unió s'havia beneficiat de la percepció del món exterior com a hostil, però a principis del segle XVI això havia canviat. La gran influència de la Lliga Hanseàtica havia estat neutralitzada en certa manera pels mercaders holandesos, l'Orde Teutònic estava en procés de desintegració i els prínceps del nord d'Alemanya, que tanta influència havien tingut anteriorment, no tenien recursos militars, i els russos tampoc no eren percebuts per Suècia com una amenaça especial.

### Noruega perd la seva independència
L'acord d'unió entre Dinamarca i Noruega de 1450 encara seguia en vigor i l'agost de 1523, dos consellers danesos, Vincens Lunge i Henrik Krummedige, van anar a Noruega perquè Frederic fos reconegut com a rei de Noruega. El riksrådet noruec havia tingut durant molt de temps poques reunions i estava dividit entre diferents interessos. El 1524, però, el consell va trobar un líder poderós en el recentment nomenat arquebisbe Olav Engelbrektsson, que va persuadir el consell perquè exigís un pacte en què el rei prometés que l'església noruega estaria lliure de l'heretgia luterana i que només es concedirien comtats a noruecs o danesos nadius. El rei ho va acceptar; Vincens Lunge esdevingué senyor de Bergenhus i el noble noruec Olav Galle ho fou de la fortalesa d'Akershus. Tan bon punt el rei es va sentir segur al tron, però, va tornar a situar danesos com a senyors del comtat. Aquests també es van convertir en membres del riksrådet i la influència de l'arquebisbe al sí del consell va disminuir.
El 1529, el príncep hereu Cristià va arribar a Noruega amb 14 vaixells i 1.500 homes que van saquejar els tresors de l'Església de Santa Maria d'Oslo. Tots els abats i abadesses de Noruega van ser deposats i els monestirs van ser lliurats als fidels. Davant d'aquesta amenaça, l'arquebisbe va demanar ajuda al deposat rei Cristià II, que va arribar a Oslo amb vaixells i una força de 2.000 mercenaris. Els consellers del sud de Noruega van aclamar Cristià II com a rei però les seves forces no van poder conquerir les fortaleses d'Akershus o Bergenhus i a la primavera de 1532 va ser derrotat per una força danoalemanya de 6.000 homes que va arribar a Oslo. A Cristià II se li va prometre un salconduit però en canvi va ser capturat i empresonat durant la resta de la seva vida, inicialment al castell de Sönderborg fins al 1549, i després al castell de Kalundborg.
Després de la mort de Frederic el 1533, va esclatar un guerra civil a Dinamarca, coneguda com a Guerra del Comte, on ambdós bàndols van lluitar per cadascun dels pretendents luterans al tron, Cristià II i Cristià III. A Noruega, el riksrådet va prendre el poder i la majoria de la gent va donar suport a Cristià III, però no als bisbes, que percebien el seu protestantisme com una amenaça per a l'Església Catòlica. En canvi, l'arquebisbe noruec va promoure el gendre de Cristià II, Frederic II del Palatinat, com a candidat al tron i va intentar iniciar una revolta al sud de Noruega que va ser brutalment esclafada. L'octubre de 1536, Cristià III va ser elegit rei de Dinamarca i en la seva konungaförsäkran, Cristià va prometre que Noruega ja no seria un regne independent sinó que formaria part de Dinamarca i que el riksrådet noruec seria abolit. A la primavera de 1537, les tropes daneses van aconseguir apoderar-se del castell de l'arquebisbe noruec Steinviksholm, castigar qualsevol que donés suport a l'arquebisbe i confiscar els béns de l'església. Aviat Cristià III va poder també nomenar bisbes luterans a Noruega.
A Noruega, el riksrådet estava dividit, tant per interessos com per geografia. Els comtats noruecs havien estat concedits prèviament als nobles danesos, els acords comercials amb la Lliga Hanseàtica sobre els privilegis a Bergen es van decidir a Dinamarca. Això pot explicar per què la degradació de Noruega de regne independent a "país de la corona" (kronland) no va trobar una oposició més forta; La decisió de Cristià III no va ser altra cosa que una formalització de la pràctica imperant. Després de declarar-se la unió personal dano-noruega, amb un clar predomini de Dinamarca, Noruega va conservar les seves pròpies lleis i algunes institucions estatals, però els antics territoris noruecs - Islàndia, Groenlàndia, Illes Fèroe - van passar a la possessió de Dinamarca. El 1814, Dinamarca es va veure obligada a lliurar Noruega al rei de Suècia.